# Marcin Mięciel
Marcin Mięciel (Gdynia, 22 dicembre 1975) è un ex calciatore polacco, di ruolo attaccante.

## Carriera

### Polonia
Mięciel mosse i suoi primi passi nel mondo del calcio nelle giovanili del Wisla Tczew con la quale giocò fino al 1990; dopo esser stato notato dal Lechia Danzica, fu inserito nelle giovanili della stessa rimanendo con i biancoverdi sino al 1993. Nel dicembre dello stesso anno Mięciel si trasferì al Hutnik Varsavia e, solo sei mesi dopo, si trasferì ai rivali cittadini del Legia Varsavia; rimase nella capitale polacca fino al 2001, giocando sempre e con continuità a parte una piccola parentesi di sei mesi, nella quale si trasferì al ŁKS Łódź.

### Grecia
Dopo una stagione tra le file del Borussia Mönchengladbach Mięciel si trasferì in Grecia per giocare con l'Iraklis. Dopo tre stagioni nelle file dei Gireos si trasferì ai rivali locali del PAOK. La stagione di maggior successo con la maglia bianconera per Mięciel fu la stagione 2006-2007: in 27 partite segnò 14 gol e divenne uno dei capocannonieri della Superlega.

### Bochum
Dopo il suo primo tentativo di giocare in Bundesliga con la maglia del Borussia Mönchengladbach, Mięciel ritornò in Germania nella stagione 2007-2008 per giocare con la maglia del Bochum. Il costo del trasferimento è stato complessivamente di circa 250.000 euro.

## Palmarès

### Club

#### Competizioni nazionali
- Campionato polacco: 1

Legia Varsavia: 1995-1996
- Coppa di Polonia: 1

Legia Varsavia: 1996-1997
- Supercoppa di Polonia: 2

Legia Varsavia: 1994, 1997